# István Fehér (Ringer)
István Fehér (* 6. März 1954 in Nagykőrös; † 3. März 2021) war ein ungarischer Dreher, Ringer und Trainer.

## Biografie
István Fehér absolvierte in Nagykőrös eine Ausbildung zum Dreher, die er 1971 erfolgreich abschloss. Danach arbeitete er in diesem Beruf in einer Konservenfabrik in Nagykőrös.
Er belegte bei den Olympischen Sommerspielen 1980 im Weltergewicht des Freistilringens den siebten Platz.
Des Weiteren nahm er an den Weltmeisterschaften 1982 und an drei Europameisterschaften (1978, 1981 und 1982) teil.
1984 erwarb er am Weiterbildungsinstitut der Sporthochschule eine Trainerlizenz im Bereich Ringen. Ab 1987 arbeitete er als Trainer in der Ringerabteilung des Vereins Ferencvárosi Torna Club.
István Fehér war verheiratet mit der technischen Zeichnerin Réka Takaró.